# Enea Grazioso Lanfranconi
Enea Grazioso Lanfranconi (Pellio Intelvi, 20 maggio 1850 – Bratislava, 9 marzo 1895) è stato un ingegnere e inventore italiano.
Studiò in Polonia e a Milano, nel 1870 suo padre Antonio Lanfranconi si stabilì a Presburgo, l'odierna Bratislava. Nel 1875 costruì una funivia nella cava di pietra di proprietà della sua famiglia: inventò una rampa autocaricante che fu brevettata in molti Paesi. Fu anche noto come archeologo: si mise alla ricerca della tomba di Árpád d'Ungheria. Scrisse numerosi articoli scientifici sulla regolazione del Danubio e dei bacini idrici. Lasciò manoscritto un dizionario di 300 pagine italiano-francese-spagnolo-rumeno-inglese-tedesco-ungherese-serbo-slovacco.
Si suicidò con un fucile da caccia. La salma fu rimpatriata e sepolta a Varese.
Gli fu dedicata una residenza per studenti di Bratislava (Internát Lafranconi) e successivamente il vicino Ponte Lanfranconi.

## Onorificenze
Fu premiato al Congresso geografico internazionale di Venezia del 1881 con una medaglia d'oro per il suo libro sulla regolazione dei fiumi ungheresi, che fu pubblicato nel 1882.